# Planta d'enriquiment d'urani de Fordow
La Planta d'enriquiment de combustible de Fordow (FFEP, per les sigles en anglès; persa: تأسیسات هسته‌ای فردو, lit. 'Instal·lació nuclear de Fordow'), és una instal·lació subterrània d'enriquiment d'urani iraniana situada 30 quilometres al nord de la ciutat iraniana de Qom, en una antiga base de l'Exèrcit dels guàrdies de la revolució islàmica. El lloc està sota el control de l'Organització de l'Energia Atòmica de l'Iran (AEOI). És la segona instal·lació d'enriquiment d'urani iraniana, l'altra és la Instal·lació nuclear de Natanz.

## Construcció
La construcció de la instal·lació va començar el 2006, però l'existència de la planta d'enriquiment no va ser revelada a l'Agència Internacional de l'Energia Atòmica (IAEA) per l'Iran fins al 21 de setembre de 2009, després que el lloc fos conegut pels serveis d'intel·ligència occidentals. Els funcionaris occidentals van condemnar enèrgicament l'Iran per no revelar el lloc abans; el president dels Estats Units Barack Obama va dir que Fordow havia estat sota vigilància dels EUA. L'Iran argumenta que aquesta divulgació era coherent amb les seves obligacions legals en virtut del seu Acord de Salvaguardes amb l'IAEA, que l'Iran afirma que exigeix que declari noves instal·lacions 180 dies abans de rebre material nuclear. L'AIEA va declarar que l'Iran estava obligat pel seu acord del 2003 a declarar la instal·lació tan bon punt l'Iran decidís construir-la.

## Capacitat
En la seva declaració inicial, l'Iran va afirmar que la finalitat de la instal·lació era la producció d'hexafluorur d'urani ( UF6 ) enriquit fins a un 5% d'Urani 235, i que la instal·lació s'estava construint per contenir 16 cascades de centrifugadores, amb un total d'aproximadament 3.000 centrifugadores. El setembre de 2011, l'Iran va dir que traslladaria la seva producció d'Urani enriquit al 20% des de la Instal·lació nuclear de Natanz a Fordow.
El desembre de 2011 va començar l'enriquiment. El gener de 2012, l'AIEA va anunciar que l'Iran havia començat a produir urani enriquit fins a un 20% amb finalitats mèdiques i que el material "roba sota el control i la vigilància de l'agència". ”

Segons el Pla d'Acció Conjunt Integral de l'abril de 2015, la planta de Fordow s'havia de reestructurar per a un ús de recerca menys intensiu. La instal·lació de Fordow havia de deixar d'enriquir urani i de fer recerca sobre aquest tema durant almenys 15 anys, i la instal·lació s'havia de convertir en un centre de física i tecnologia nuclear. Durant 15 anys, no mantindria més de 1.044 centrífugadores de gas IR-1 en sis cascades de centrifugadores en una ala de Fordow. "Dues d'aquestes sis cascades giraran sense urani i es faran transicions, fins i tot mitjançant la modificació adequada de la infraestructura", per a la producció estable de radioisòtops per a ús mèdic, agrícola, industrial i científic. «Les altres quatre cascades de centrifugadores amb tota la infraestructura associada romandran inactives.» L'Iran no té permís per tenir cap material fissible a Fordow.
| «                                       | Under the terms of the nuclear agreement with Iran, two-thirds of the centrifuges inside Fordo have been removed in recent months, along with all nuclear material. The facility is banned from any nuclear-related work and is being converted to other uses, eliminating the threat that prompted the attack plan, at least for the next 15 years. | » |
| — The New York Times, February 16, 2016 | |   |

Segons els termes de l'acord nuclear amb l'Iran, dos terços de les centrifugadores de Fordow s'han retirat en els darrers mesos, juntament amb tot el material nuclear. La instal·lació té prohibit qualsevol treball relacionat amb la nuclear i s'està convertint per a altres usos, eliminant l'amenaça que va impulsar el pla d'atac, almenys durant els propers 15 anys. — The New York Times, 16 de febrer de 2016
Els Estats Units es van retirar del pacte el maig del 2018, imposant sancions sota la seva campanya de màxima pressió. Les sancions es van aplicar a tots els països i empreses que feien negocis amb l'Iran i el van aïllar del sistema financer internacional, cosa que va anul·lar les disposicions econòmiques de l'acord nuclear.
A l'octubre de 2019, l'empresa israeliana ImageSat va publicar fotografies de satèl·lit que mostraven la renovació de la construcció i el desenvolupament a les instal·lacions de Fordow.
El novembre de 2019, el cap nuclear iranià, Ali Akbar Salehi, va anunciar que l'Iran enriquiria urani fins al 5% a Fordow.
El gener de 2020, les instal·lacions de Fordow tenien 1.044 centrifugadores.
El gener de 2021, la planta de Fordow va començar a produir urani enriquit fins a un nivell del 20%.
El març de 2023, Cable News Network (CNN) va informar que s'havia trobat urani "gairebé de grau de bomba" a Fordow. L'IAEA va confirmar que es va descobrir U-235 amb una puresa del 83,7% a Fordow, i que això havia estat una gran sorpresa per a l'agència.
El juny de 2024, l'IAEA va comentar que l'Iran havia construït centrifugadores addicionals, mentre que The Washington Post va comentar l'ordre iraniana de triplicar la capacitat de centrifugació de la planta de Fordow. El Times of Israel va dir que s'havien instal·lat quatre cascades de centrifugadores noves però que encara no s'havien posat en marxa.

## Història
Les autoritats iranianes afirmen que la instal·lació està construïda a les profunditats d'una muntanya a causa de les repetides amenaces d'Israel d'atacar aquestes instal·lacions, que Israel creu que es poden utilitzar per produir armes nuclears. L'atac a una instal·lació nuclear tan a prop de la ciutat de Qom, considerada sagrada entre els musulmans xiïtes, genera preocupació per un risc potencial d'una resposta religiosa xiïta.
El novembre de 2013, centenars d'iranians, majoritàriament estudiants de la Universitat Tecnològica Sharif, acompanyats pel cap de l'AEOI, Ali Akbar Salehi, i diversos representants de l'Assemblea Consultiva Islàmica van formar una cadena humana al voltant de les instal·lacions d'enriquiment d'urani de Fordow. Els estudiants hi eren per mostrar el seu suport al programa nuclear iranià.
El 2016, l'Iran va estacionar sistemes de míssils antiaeris S-300 al lloc.
El febrer de 2023, l'Agència Internacional de l'Energia Atòmica (IAEA) va comentar que la planta de Fordow havia canviat.

### Atacs aeris israelians del 2025
El 13 de juny de 2025 durant l'Operació Lleó Ascendent de la Guerra Iran-Israel, Israel va atacar la planta. Les forces iranianes van dir que havien abatut un dron israelià. L'abast dels danys no estava clar perquè la instal·lació nuclear de Fordow, com la Instal·lació nuclear de Natanz, està enterrada a les profunditats del sòl. Les imatges i els informes de satèl·lit suggerien que alguns llocs sobre el terra a Fordow i Natanz van resultar danyats, però les instal·lacions subterrànies que allotgen centrifugadores i urani enriquit no van ser malmeses. El 14 de juny de 2025, l'Organització de l'Energia Atòmica de l'Iran va declarar que hi havia hagut danys limitats al lloc com a resultat dels atacs. Després de l'atac israelià, es va dir que els EUA estaven considerant atacar el lloc, cosa que requeriria l'ús del GBU-57.

### Atac nord-americà de juny de 2025

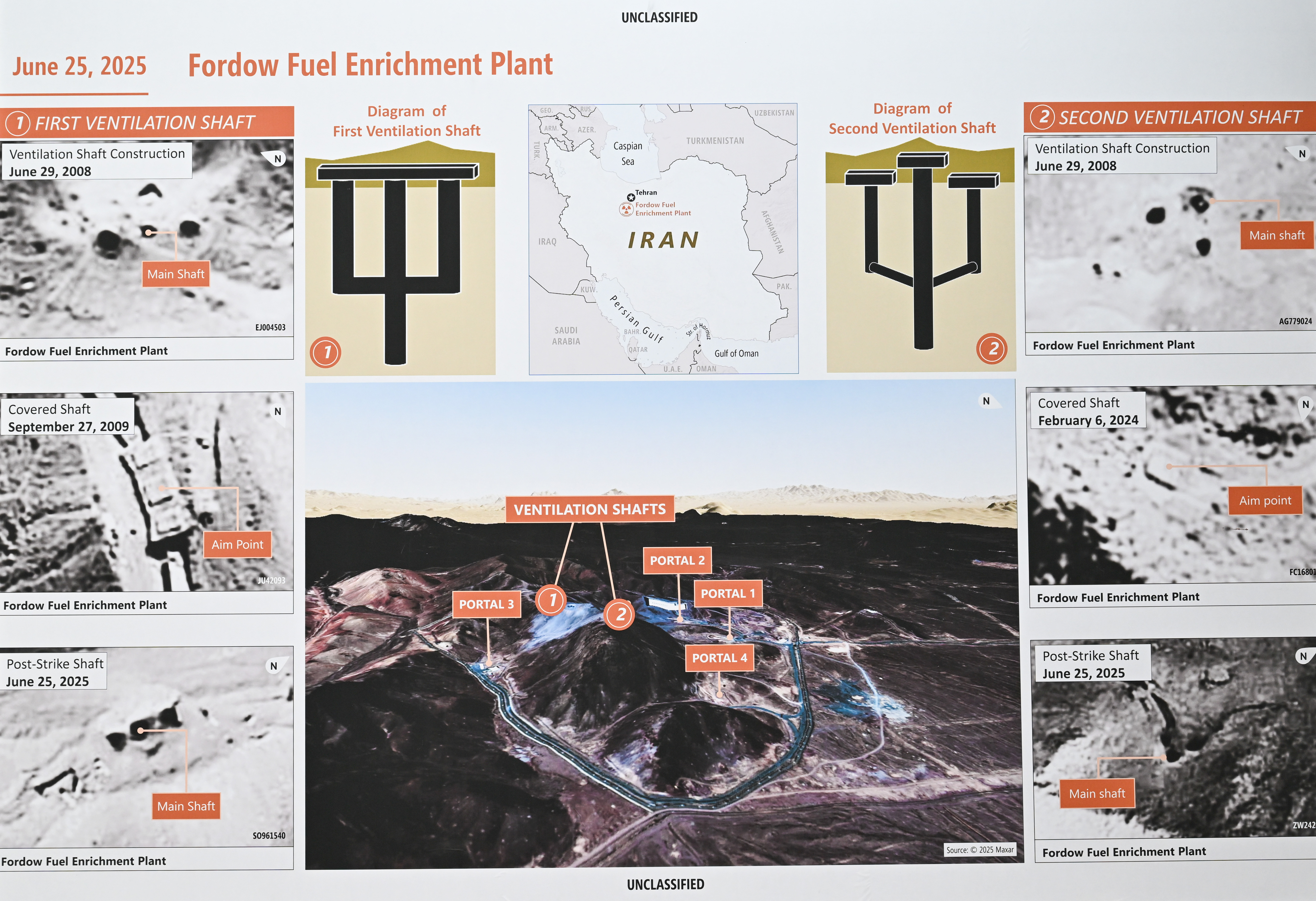
2025

El 21 de juny de 2025, durant la Guerra Iran-Israel diverses GBU-57 foren utilitzades per les Forces Aèries dels Estats Units d'Amèrica per destruir els complexos soterrats del programa nuclear de l'Iran a Fordow, Natanz i Esfahan, en el primer ús conegut del projectil.